# Willibald Posch
Willibald Posch (* 18. August 1946 in Graz; † 31. Juli 2025 ebenda) war ein österreichischer Rechtswissenschaftler und Hochschullehrer.

## Leben
Ab 1964 studierte er Rechtswissenschaften an der Karl-Franzens-Universität Graz. Nach der Promotion 1969 und der Habilitation 1982 an der Paris-Lodron-Universität Salzburg war er ab 1988 ordentlicher Universitätsprofessor für Bürgerliches Recht und Internationales Privatrecht am Institut für Zivilrecht, Ausländisches und Internationales Privatrecht an der Karl-Franzens-Universität Graz. Von 2005 bis 2011 war er Dekan der rechtswissenschaftlichen Fakultät der Universität Graz. Im Jahr 2014 ist Willibald Posch emeritiert.
Willibald Posch war renommierter Zivilrechtler, Kollisionsrechtler und Rechtsvergleicher, ein Pionier des Europarechts und Wegbereiter der internationalen Dimension des Rechts in Österreich.
Die Universitäten Olomouc (2007) und Maribor (2015) zeichneten ihn mit Ehrendoktoraten aus.
Zu seinen Schülerinnen und Schülern zählen Tomislav Borić, Brigitta Lurger, Peter Schwarzenegger und Ulfried Terlitza.

## Schriften (Auswahl)
- Rechtsprobleme der medizinischen assistierten Fortpflanzung und Gentechnologie. Gutachten. Wien 1988, ISBN 3-214-06433-9.
- mit Bernd-Christian Funk und Peter J. Schick: Demonstrationsschäden. Abwehr und Ausgleich aus rechtlicher Sicht. Wien 1989, ISBN 3-7007-0013-X.
- Grundzüge fremder Privatrechtssysteme. Ein Studienbuch. Wien 1995, ISBN 3-205-98387-4.
- mit Franz Mänhardt: Internationales Privatrecht, Privatrechtsvergleichung, Einheitsprivatrecht. Eine Einführung in die internationalen Dimensionen des Privatrechts. Wien 1999, ISBN 3-211-83359-5.